# Liste von Größenordnungen von Datenraten
Dieses ist eine Zusammenstellung von Datenübertragungsraten/Bitraten verschiedener Größenordnungen zu Vergleichszwecken. Sie zeigt Übertragungsgrenzen im Überblick und auch, ob bestimmte Inhalte über bestimmte Medien übertragbar sind.
Die Datenübertragungsrate, oft kurz Datenrate genannt, ist keine physikalische Größe, sie bezeichnet die digitale Datenmenge, die innerhalb einer Zeitspanne über einen Übertragungskanal übertragen wird.
Angaben erfolgen als
- Bitrate in der Einheit Bit pro Sekunde (bit/s)
- Baudrate (Bd) = bit/s bei Übertragungen mit zwei Signalzuständen
- Byte pro Sekunde (abgekürzt B/s) 1 B/s sind üblicherweise 8 Bit pro Sekunde
- Symbolgeschwindigkeit, Symbolrate (Symbole/Sekunde, Symbols/s, sym/s)

Je nach Übertragungsprotokoll werden Nutzdaten und gegebenenfalls Verwaltungsdaten (sogenannter Overhead) übertragen. Bei Vergleichen zwischen Datenraten ist das zu beachten.
Im Folgenden verwendete Einheiten:
- 1 bit/s
- 1 kbit/s (Kilobit/Sekunde) = 1000 bit/s
- 1 Mbit/s (Megabit/Sekunde) = 1.000.000 bit/s
- 1 Gbit/s (Gigabit/Sekunde) = 1.000.000.000 bit/s

Siehe auch: Vorsätze für Maßeinheiten, Wissenschaftliche Notation

## 1 bis 10 bit/s
- 1 bit/s – Funkuhr Zeitzeichensender DCF77, Mainflingen
- 8,3 bit/s – Marssonde Mariner 4 – 8 Stunden für 200 × 200 × 6 Bits (1964)

## 10 bis 100 bit/s
- ca. 40 bit/s – Morsecode (maximale menschliche Verarbeitungsgeschwindigkeit)

## 100 bis 1000 bit/s (1 kbit/s)
- 300 bit/s – frühe Akustikkoppler (V.21-Standard)

## 1 kbit/s bis 10 kbit/s
- 9,6 kbit/s – GSM
- 9,6 kbit/s – EIB Feldbus

## 10 kbit/s bis 100 kbit/s
- 16 kbit/s – ISDN-D-Kanal (Steuerkanal)
- 32 kbit/s – Nutzdatenkanal bei DECT
- 31250 Bit/s – MIDI (Musical Instrument Digital Interface)
- bis 56 kbit/s – Modem
- 64 kbit/s – ISDN je B-Kanal (Sprache, Fax)
- 64 kbit/s – ADSL (Upstream)

## 100 kbit/s bis 1000 kbit/s (1 Mbit/s)
- bis 115 kbit/s – IrDA 1.0 (Infrarotschnittstelle)
- 115 kbit/s – GPRS, HSCSD (bei Nutzung mehrerer Kanäle)
- bis 115,2 kbit/s – RS-232 (serielle Schnittstelle): je nach Chipsatz auch deutlich höher
- 125 kbit/s – CAN-Bus Lowspeed-Bus Feldbus
- 144 kbit/s – ISDN-Basisanschluss (2 × B-Kanal + D-Kanal)
- bis 150 kbit/s – Merkursonde Mariner 10 (1973)
- 167 kbit/s – AS-Interface Feldbus
- 250 kbit/s – ZigBee (drahtlose Funknetzwerke)
- 384 kbit/s – ADSL (Downstream)
- 384 kbit/s – UMTS, oder schneller mit HSDPA
- 384 kbit/s –  EDGE (erweitertes GPRS)
- ca. 500 kbit/s – BGAN (Internet über Satellit)
- ca. 800 kbit/s – DECT
- ca. 870 kbit/s – typische Datenrate beim Streaming von HD-Inhalten (1080p) bei Netflix[1]

## 1 Mbit/s bis 10 Mbit/s
- 1 Mbit/s – CAN-Bus Highspeed-Bus Feldbus
- bis 1 Mbit/s – (ADSL2+) (Upstream)
- bis 1,024 Mbit/s – „DSL 1000“
- bis 1,4 Mbit/s – HSUPA-Uplink (UMTS-Broadband)
- ca. 1,411 Mbit/s – Audio-CD (Abtastrate 44,1 kHz)
- bis 1,5 Mbit/s – Profibus (alt) Feldbus
- 2 Mbit/s – ISDN-Primärmultiplexanschluss
- ca. 2 Mbit/s – Parallele Schnittstelle (PC)
- bis 2 Mbit/s – DMB
- bis 2,048 Mbit/s – „DSL 2000“
- bis 3 Mbit/s – DVB-T: (MPEG-2 Kodierung für Video)
- 3 Mbit/s – Bluetooth 2.0+EDR
- ca. 3 Mbit/s – SD-Fernseh-Bild (MPEG-2 komprimiert)
- 4 Mbit/s – IrDA 2.0
- bis 5 Mbit/s – DVB-C, DVB-S: (MPEG-2 Kodierung für Video)
- 5 Mbit/s – Interbus (500 kByte) Feldbus
- ca. 6 Mbit/s – Video-DVD (MPEG-2 komprimiert)
- bis 6,016 Mbit/s – „DSL 6000“ und „Kabel Internet“
- bis 7,2 Mbit/s – HSDPA-Downlink (UMTS-Broadband)
- bis 8 Mbit/s – DVB-S2: (MPEG-4 Kodierung für Video)
- 9,8 Mbit/s – DVD-Audio / Super Audio Compact Disc (SACD)

## 10 Mbit/s bis 100 Mbit/s
- 10 Mbit/s – Ethernet
- 10 Mbit/s – FlexRay Feldbus
- bis 12 Mbit/s – USB 1.0
- 12 Mbit/s – USB Full Speed via USB 1.x, USB 2.0 oder USB 3.0
- bis 12 Mbit/s – Profibus (neu) Feldbus
- 14 Mbit/s – Powerline 14/28
- bis 16 Mbit/s – „DSL 16000“ (ADSL2+) (Downstream)
- 16 Mbit/s – SD Memory Card minimale Schreibgeschwindigkeit SDHC Class 2 (2 MB/s)
- 20 Mbit/s – Interbus (2 MByte) Feldbus
- bis 25 Mbit/s – (ADSL2+) (Downstream)
- 32 Mbit/s – Kabel-Internet
- 50 Mbit/s – VDSL (Downstream)
- 80 Mbit/s – SD Memory Card minimale Schreibgeschwindigkeit SDHC Class 10 (10 MB/s)
- 100 Mbit/s – VDSL mit Vectoring (Downstream)

## 100 Mbit/s bis 1000 Mbit/s (1 Gbit/s)
- 100 Mbit/s – Fast Ethernet
- 100 Mbit/s – WiMAX
- 150 Mbit/s – MOST150
- ca. 160 Mbit/s – DOCSIS-TV-Kabel (Downstream)
- 200 Mbit/s – Powerline 200
- ca. 400 Mbit/s – unkomprimiertes SD-Video (576p 50 Hz)
- 400 Mbit/s – FireWire-400
- 480 Mbit/s – USB 2.0 Hi-Speed
- bis 540 Mbit/s – Serial Digital Interface (SDI)
- bis 600 Mbit/s – WLAN
- bis 600 Mbit/s – SD Memory Card (lesend)
- 800 Mbit/s – FireWire-800
- bis 800 Mbit/s – CompactFlash-Karte per ATA-Adapter[2]
- bis 832 Mbit/s – SD Memory Card UHS I[3]

## 1 Gbit/s bis 10 Gbit/s
- 1 Gbit/s – Gigabit-Ethernet
- ca. 1 Gbit/s – FTTH Glasfasernetz (Downstream)
- ca. 1 Gbit/s – HD-Video (720p 60 Hz unkomprimiert)
- bis 1,066 Gbit/s – ATA/ATAPI
- 1,485 Gbit/s – HD-SDI
- ca. 2 Gbit/s max. Ausleserate einer modernen Festplatte[4]
- ca. 2,4 Gbit/s – HD-Video (1080p 60 Hz unkomprimiert)
- bis 2,5 Gbit/s – SD Memory Card UHS-II[5]
- bis 3 Gbit/s – SCSI – Serial Attached SCSI (SAS)
- 5 Gbit/s – USB 3.0 SuperSpeed
- bis zu 5,4 Gbit/s – Ausleserate einer üblichen SSD-Festplatte (SATA)[6]
- bis 6 Gbit/s – Serial ATA (SATA)
- 8 Gbit/s – Fibre Channel

## 10 Gbit/s bis 100 Gbit/s
- 10 Gbit/s – USB 3.1 SuperSpeed+
- 10 Gbit/s – 10-Gigabit-Ethernet
- 10 Gbit/s – Thunderbolt (Schnittstelle) je Kanal
- 12 Gbit/s – Serial Attached SCSI (SAS)
- 22 Gbit/s – SSD Festplatten als RAID[7]
- 28 Gbit/s – PCIe SSD Festplatte[8]
- 40 Gbit/s – 40-Gigabit-Ethernet

## 100 Gbit/s bis 1000 Gbit/s (1 Tbit/s)
- 100 Gbit/s  – 100-Gigabit-Ethernet
- 200 Gbit/s  – 200-Gigabit-Ethernet
- 200 Gbit/s – im Teilchenbeschleuniger LHC aufgezeichnete Datenrate[9]
- bis zu 252 Gbit/s – PCI Express 4.0 ×16
- bis zu 307 Gbit/s – RAM-Disk als Teil des Arbeitsspeichers[A 1]
- 400 Gbit/s – 400-Gigabit-Ethernet

## Mehr als 1 Tbit/s
- bis zu 3 Tbit/s – Seekabelsystem Apollo im Atlantik für den Datenaustausch zwischen Europa und Nordamerika (ab 2003)
- 26 Tbit/s: Versuch am Karlsruher Institut für Technologie KIT[10]
- 50 Tbit/s – Geschätzter weltweiter Datentransfer über das Internet 2010[11]
- 101,7 Tbit/s – Lichtwellenleiter über 3 × 55 km[12]
- 255 Tbit/s – Lichtwellenleiter mit 7 Kernen über 1 km[13]
- 8 Pbit/s = 8000 Tbit/s – In den LHC-Experimenten produzierte Rohdatenrate[14]